# آي نوناكا
آي نوناكا (野中藍 نوناكا آي) هي مؤدية أصوات يابانية ولدت في 8 يونيو 1981 في ساوارا-كو, فوكوكا.

## أدوارها في الأنمي

### مسلسلات أنمي تلفزيونية
- المعلم الساحر نيغيما! - كونوكا كونوي
- نيغيما!؟ - كونوكا كونوي
- يوكيو هولدر! - كونوكا كونوي
- كلاند - فوكو إيبوكي
- كلاند بعد القصة - فوكو إيبوكي
- سايونارا زتسبو سينسيه - كافوكا فورا
- زوكو سايونارا زِتسبو سينسيه - كافوكا فورا
- زان سايونارا زِتسبو سينسيه - كافوكا فورا
- طوكيو ماغنيتود 8.0 - أيا كاواساكي
- ناتسو نو أراشي! - يايوي فوشيمي
- ناتسو نو أراشي! أكينايتشو - يايوي فوشيمي
- باني بوني داش! - إيتشيجو
- أسورا كراين - كانادي تاكاتسوكي
- السحر الحديث المبسط - كويومي موريشيتا
- حجرة أبحاث RD - يوكينو
- تورادورا! - مايا كيهارا
- بينتشو-تان - بينتشو-تان
- كامينوميزو شيرو سيكاي - فوجيديرا
- كامينوميزو شيرو سيكاي فصل الحارسات - فوجيديرا
- الفتاة الساحرة مادوكا ماجيكا - كيوكو ساكورا
- فتاة الأمواج و فتى الشباب - ميمي توا
- أناذر - يوكاري ساكوراغي
- مهما فكرت في الموضوع, إنعدام شهرتي هو خطأكم أنتم! - ميغومي إيماي
- غوغوري! كوكوري-سان - نويل
- أسوماتسو-سان - تشيبيمي
- فيت/أبوكريفا - بيرسيركر السوداء
- فيت/إكسترا Last Encore - كاستر
- شينيا! تينساي باكابون - هاجيمي
- أماغي بريليانت بارك - تيرامي
- كاميتشو! - ميكو سايغوسا
- ون بيس - الاميرة مانشيري ( اميرة تونباتا)

### أوفا أنمي
- المعلم الساحر نيغيما!: الربيع - كونوكا كونوي
- المعلم الساحر نيغيما!: الصيف - كونوكا كونوي
- المعلم الساحر نيغيما!: الجناح الأبيض ALA ALBA - كونوكا كونوي
- المعلم الساحر نيغيما!:عالم آخر - كونوكا كونوي
- غوكو سايونارا زِتسبو سينسيه - كافوكا فورا

### أفلام أنمي
- سلسلة أفلام الفتاة الساحرة مادوكا ماجيكا
  - الفتاة الساحرة مادوكا ماجيكا: البداية - كيوكو ساكورا
  - الفتاة الساحرة مادوكا ماجيكا: الأبدية - كيوكو ساكورا

## أدوارها في ألعاب الفيديو
- نير - يونا
- فيت/إكسترا - أليس، كاستر
- الفتاة الساحرة مادوكا ماجيكا بورتبل - كيوكو ساكورا
- الفتاة الساحرة مادوكا ماجيكا: ذا باتل بنتاغرام - كيوكو ساكورا
- ديد أور ألايف 5 لاست راوند - هونوكا

## أدوارها في الدبلجة اليابانية
- جيسي - زوري روس

## وصلات خارجية
- آي نوناكا على موقع IMDb (الإنجليزية)
- آي نوناكا على موقع ميوزك برينز (الإنجليزية)
- آي نوناكا على موقع قاعدة بيانات الفيلم (الإنجليزية)
- آي نوناكا على موقع ANN person (الإنجليزية)